# Stenobenyllus pictus
Stenobenyllus pictus là một loài tò vò trong họ Ichneumonidae.